# Grès de Pont-des-Vernes

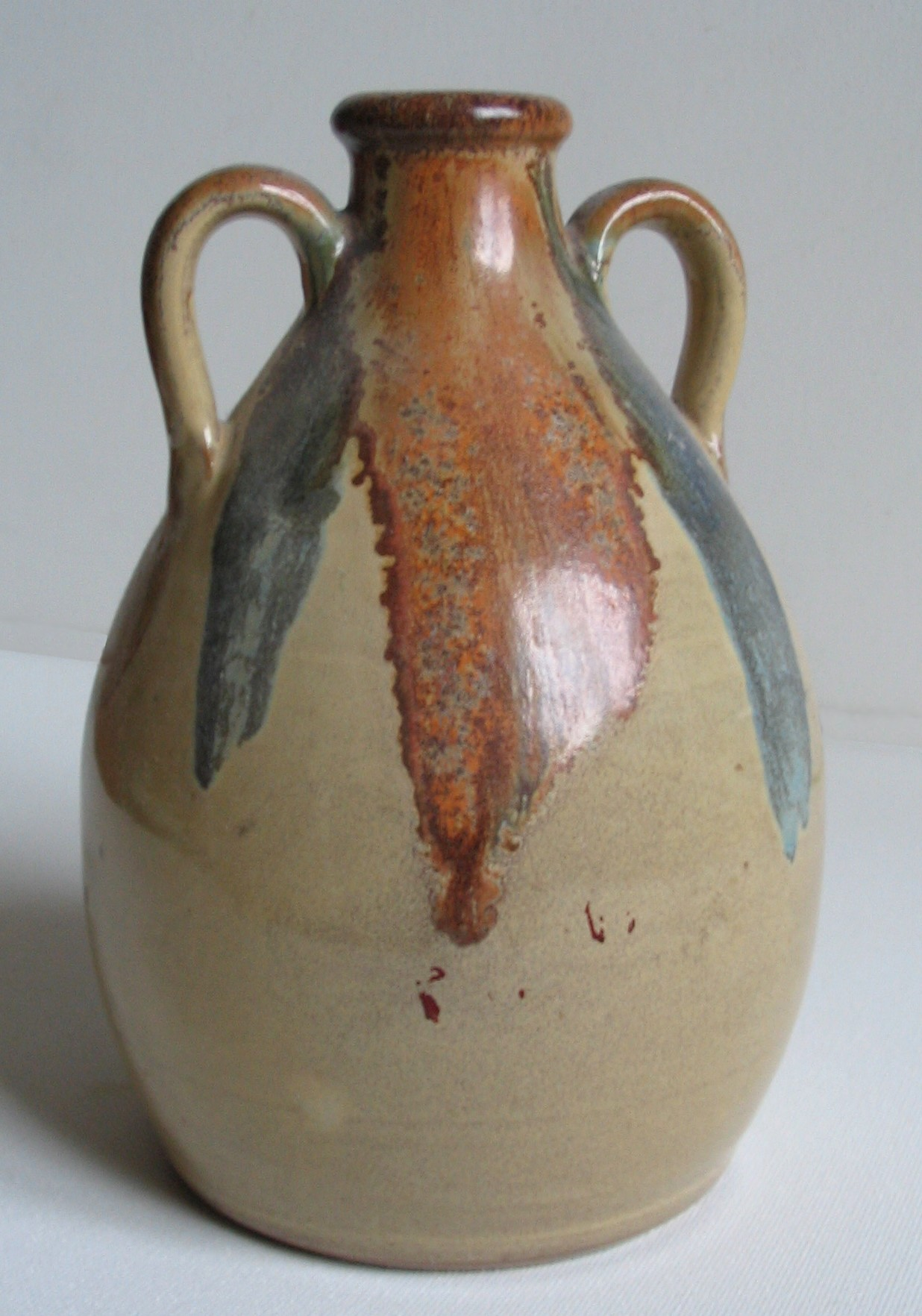
Vase en grès de Pont-des-Vernes, estampille Maïtena, fin XIXe siècle.

Les grès de Pont-des-Vernes sont une production céramique des manufactures de Pouilloux (Saône-et-Loire), implantées au bord du canal du centre et actives de 1818 à 1957.

## Historique
La manufacture de Pont-des-Vernes comporte deux sites distincts : l'usine dite « du Haut », fondée vers 1818 et l'usine dite « du Bas », fondée plus tardivement, probablement vers 1826.
Dès 1784, Pierre Langeron, entrepreneur de travaux publics, constate, à l'occasion du creusement du canal du centre à proximité de Pouilloux, la richesse du sous-sol, et notamment la qualité et la plasticité des argiles blanches locales. Il se lance dès les années 1820 dans la production céramique, utilisant les gisements découverts quelques années auparavant.
La famille Langeron reprend les deux sites de Pont-des-Vernes vers 1860/1870 sous la raison sociale « Société Anonyme des Etablissements Paul Langeron ». Le site compte deux fours dans les années 1850, sept en 1885, neuf en 1920, et produit des poteries en grès fin estampillées PL pour Paul Langeron.
En 1922 sont installés dans l'usine Langeron les ateliers de coulage et de calibrage, qui prendront une extension croissante jusqu'à la Seconde Guerre mondiale.
La manufacture produit des pièces de grès utilitaire : bouillottes, bouteilles en grès à capsules, récipients hygiéniques, médicaux ou sanitaires et une grande variété de cruchons à liqueurs et pichets domestiques à glaçure bleue et blanche. Une gamme de grès décoratifs est également diffusée simultanément sous les marques « Pont-des-Vernes PL » et « Maïtena ».
La manufacture ferme ses portes en 1957

## Galerie

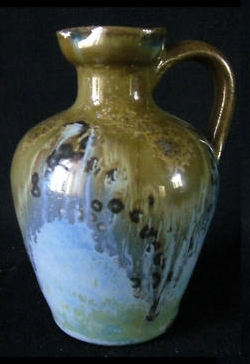
Pichet, grès à cristallisations, manufacture de Pont-des-Vernes, estampille PL (Paul Langeron) début XXe siècle.
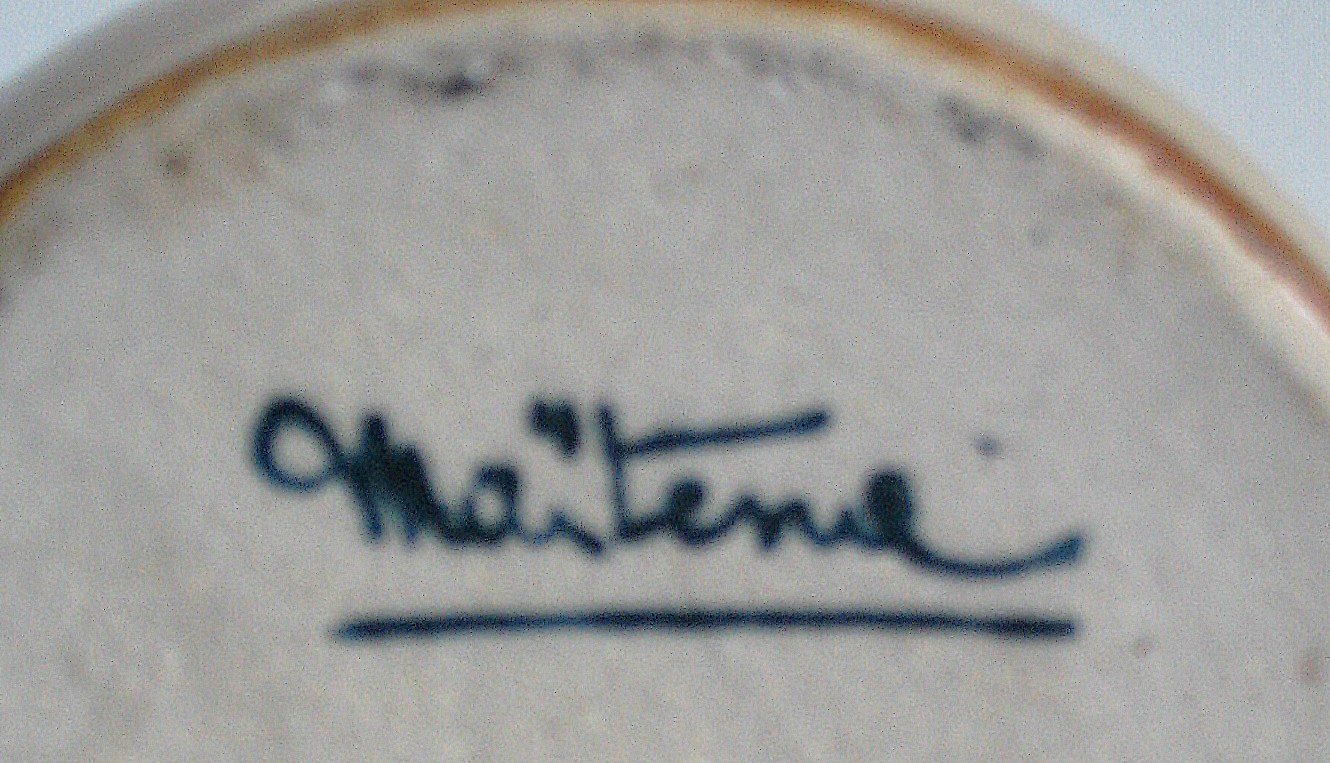
Estampille Maïtena, fin XIXe siècle.